# Tyrini
Tribu
Synonymes
- Ceophyllini O. Park, 1951
- Chalcoplectini Oke, 1925
- Tyrides Reitter, 1882

Les Tyrini forment une tribu de coléoptères de la famille des Staphylinidae et de la super-tribu des Pselaphitae.

## Sous-tribus
Centrophthalmina - Janusculina - Somatipionina - Tyrina